# Ermita de la Virgen de Gracia (Pina de Montalgrao)
La Ermita Virgen de Gracia, de Pina de Montalgrao, en la comarca del Alto Palancia,  provincia de Castellón, España, es una ermita católica,  catalogada como Bien de Relevancia Local, con código identificativo: 12.07.090-006, según datos de la Dirección General de Patrimonio Artístico de la Generalidad Valenciana
La ermita se encuentra situada en  una elevación las afueras de la población, a un quilómetro aproximadamente, rodeada de campos de cultivo, en la zona que se conoce como Hoya de las Viñas. Para acceder a ella hay que tomar el llamado Camino de las Viñas, que deja de estar asfaltado poco antes de llegar a la ermita.

## Historia
La ermita se construyó en diferentes  fases, iniciándose la primera hacia el siglo XIV, que es cuando se erige la capilla originaria que sería ampliada más tarde ya entrado el siglo XVI. Ya en el siglo XVII se realizan las obras que añaden el pórtico en el lado de la epístola.  También en este siglo se construyó el coro, que ha desaparecido totalmente. Con los años llegó a estar abandonada y el edificio fue deteriorándose hasta hacer necesaria su restauración, que finalmente se consiguió llevar a cabo en el año 1995.

## Descripción
Se trata de una ermita, dedicada a la patrona de Pina de Montalgrao, la Virgen de Gracia;  de planta rectangular de una sola nave, que se encuentra dividida en cinco crujías separados por arco diafragma, que sirven también para sostener la cubierta interior que es de madera. Las medidas son 20 metros de largo y 7 de ancho, más los 3 que mide el porche lateral.
Interiormente presenta un altar de obra que se encuentra ubicado en el testero o cabecera, y está elevado sobre dos gradas o escalones. El altar está presidido por un imagen de la Virgen que no es original, ya que esa se guarda en la  Iglesia Parroquial de El Salvador.
Externamente los primeros muros de esta ermita se realizaron en tapial (de los cuales actualmente sólo quedan los de la parte alta del evangelio)  y datan del siglo XIV, mientras que en la ampliación del siglo XVI se utiliza la fábrica de mampostería, que reforzará las esquinas con sillares.
Actualmente las paredes de la ermita se presentan blanqueadas y sobre ellas se coloca una cubierta a dos aguas rematada por tejas, que se prolongan en el lado de la epístola para cubrir el anexo que se llevó a cabo durante el siglo XVI, en el que se abrió una puerta de acceso (que presenta dintel y es de madera), precedido por  una galería o pórtico que se sustenta sobre columnas con capitel que se apoyan sobre murete de piedra. En este porche existe un banco corrido que sirve para que los viajeros puedan refugiarse en él.
La ermita se ve completada por la presencia, a sus pies,  de una espadaña, pequeña y para una sola campana, que se ubica próxima al hastial pero ligeramente situada a la izquierda, y bajo de ella se abre un  ventana de forma de medio punto.